# Niccioleta
Niccioleta est une frazione située sur la commune de Massa Marittima, province de Grosseto, en Toscane, Italie. Au moment du recensement de 2011 sa population était de 197 habitants.
Niccioleta était un important village minier des monts Métallifères et est connue pour le massacre nazi-fasciste de 83 mineurs de juin 1944.

## Monuments
- Église Santa Barbara, église paroissiale
- Monument au massacre de 1944